# Ann Christy
Ann Christy (31 de mayo de 1905 - 14 de noviembre de 1987) fue una actriz cinematográfica estadounidense

## Biografía
Nacida en Logansport, Indiana, su verdadero nombre era Gladys Cronin. Tras dejar Indiana, Christy acudió a la Polytechnic High School de Los Ángeles, California. En un principio no pensaba dedicarse a la interpretación sino a trabajar en el mundo de los negocios. Sin embargo, a los diecinueve años algunas amistades la convencieron para que se dedicara a la actuación. Harold Lloyd la seleccionó entre más de cincuenta aspirantes para interpretar el papel femenino principal en la comedia Speedy (1928). Lloyd quedó impresionado por su carácter ingenuo, motivo por el cual le hizo el test. Él llevaba seis meses buscando una sucesora de la actriz Jobyna Ralston. Ralston, Mildred Davis, y Bebe Daniels se hicieron famosas actuando en las comedias de Lloyd. Speedy (Relámpago) fue filmada íntegramente en Nueva York.
Christy también consiguió un contrato para trabajar como protagonista femenina con Al Christie en mayo de 1927. Además actuó en comedias junto a Bobby Vernon y Neal Burns.
En 1928 Christy fue seleccionada como una de las trece WAMPAS Baby Stars. Las actrices fueron elegidas entre las jóvenes más prometedoras de la industria cinematográfica. 
En 1930 actuó en un corto de Mack Sennett titulado Hello, Television. Tras su éxito en Speedy, Christy pasó un tiempo en Nueva York. A su vuelta a Hollywood descubrió que había sido olvidada. Volvió a actuar, aunque con pequeños papeles, en los Collegian films de Universal Pictures. 
Ann Christy falleció en Vernon, Texas, a causa de un ataque cardiaco en 1987, a los 82 años de edad.